# Porroecia porrecta
Porroecia porrecta är en kräftdjursart som först beskrevs av Claus 1890.  Porroecia porrecta ingår i släktet Porroecia och familjen Halocyprididae.

## Underarter
Arten delas in i följande underarter:
- P. p. adriatica
- P. p. pacifica
- P. p. porrecta